# حزب دموکرات چپ
حزب دموکرات چپ (ایتالیایی: Partito Democratico della Sinistra) یک حزب سیاسی ایتالیایی پیرو سوسیالیسم دمکراتیک و سوسیال دموکراسی بود که در سال ۱۹۹۱ تأسیس شد. این حزب که خلف حزب کمونیست ایتالیا به‌شمار می‌آمد، در فوریه ۱۹۹۸ با احزاب کوچک‌تر ادغام شد و حزب دموکرات‌های چپ را پدید آورد.